# غاريت برايس
غاريت برايس (بالإنجليزية: Garrett Price)‏ هو رسام كارتون ورسام توضيحي أمريكي، ولد في 1897، وتوفي في 10 أبريل 1979.